# Antiaritmic
Antiaritmicele sunt medicamente utilizate în tratamentul aritmiilor cardiace, pentru corectarea ritmului cardiac anormal. Exemple de tulburări de ritm cardiac în care se utilizează antiaritmicele sunt: fibrilația atrială, flutter-ul atrial, tahicardia ventriculară și fibrilația ventriculară. Exemple de medicamente antiaritmice sunt: chinidină, metoprolol, amiodaronă, verapamil, ajmalină, sparteină, sulfat de magneziu.
Clasificarea acestora este problematică deoarece majoritatea agenților antiaritmice prezintă mecanisme de acțiune multiple, însă cel mai adesea este utilizată clasificarea Vaughan Williams.

## Clasificarea Vaughan Williams
Clasificarea Vaughan Williams a fost introdusă în anul 1970 de către Miles Vaughan Williams. Clasificarea se bazează pe tipul de canal/receptor pe care antiaritmicele îl blochează în principal, iar original clasificarea includea patru clase. Noii agenți sau cei cu mecanisme separate sunt de obicei grupați în „clasa V”. Clasa I este împărțită în trei subclase.

### Clasa I

Efectul clasei IA

Efectul clasei IB

Efectul clasei IC

Antiaritmicele de clasă I blochează canalele de sodiu (Na+). Acestea sunt subclasificate în trei subclase (IA, IB și IC) pe baza efectului pe care îl au asupra duratei potențialului de acțiune.

#### Clasa IA
Antiaritmicele de clasă IA prelungesc durata potențialului de acțiune; ele sunt:
- Chinidină
- Ajmalină
- Procainamidă
- Disopiramidă
- Sparteină

#### Clasa IB
Antiaritmicele de clasă IB scurtează durata potențialului de acțiune; ele sunt:
- Lidocaină
- Fenitoină
- Mexiletină
- Tocainidă

#### Clasa IC
Antiaritmicele de clasă IC nu influențează semnificativ durata potențialului de acțiune; ele sunt:
- Flecainidă
- Propafenonă
- Moricizină

### Clasa II
Antiaritmicele de clasă II sunt medicamente beta-blocante. Exemple includ: atenolol, esmolol, propranolol și metoprolol.

### Clasa III

Efectul clasei III

Antiaritmicele de clasă III blochează canalele de potasiu (K+), ceea ce prelungește durata potențialului de acțiune și repolarizarea. Exemple sunt:
- Amiodaronă
- Sotalol
- Ibutilid
- Dofetilid
- Dronedaronă

### Clasa IV
Antiaritmicele de clasă IV blochează canalele de calciu (Ca2+) lente (de tip L). Exemple includ:
- Verapamil
- Galopamil
- Diltiazem

### Clasa V (alți agenți)
Aceste antiaritimice au intrat în terapia aritmiilor doar după dezvoltarea sistemului de clasificare Vaughan Williams, și nu pot fi clasificate în celelalte clase:
- Adenozină, utilizată intravenos în tahicardii supraventriculare.[8]
- Digoxină
- Sulfat de magneziu, utilizat doar în aritmii specifice,[9] dar și în eclampsia[10]
- Vernakalant, blochează canalele de potasiu și de sodiu